# Çagllavica
Çagllavica (albanisch auch Çagllavicë, serbisch Чаглавица Čaglavica) ist ein Dorf im zentralen Kosovo. Es wird in zwei Gemeinden Pristina und Gračanica untergegliedert.

## Geographie
Çagllavica ist sieben Kilometer südlich von der Hauptstadt Pristina entfernt. Gračanica liegt acht Kilometer östlich von dem Dorf. In der Nähe befinden sich Llapllasella und Hajvalia.

## Bevölkerung

### Ethnien
| Jahr | Einwohner |
| ---- | --------- |
| 1948 | k. A.     |
| 1953 | k. A.     |
| 1961 | k. A.     |
| 1971 | k. A.     |
| 1981 | k. A.     |
| 1991 | k. A.     |
| 2011 | 4 423     |

Çagllavica hatte nach Volkszählung 2011 damals 4423 Einwohner. Davon bezeichneten sich 4416 als Albaner, 41 als Serben, 35 als Bosniaken, zwei als Roma und fünf gehören einer anderen Ethnie an.
| Jahr | Einwohner |
| ---- | --------- |
| 1948 | 669       |
| 1953 | 741       |
| 1961 | 789       |
| 1971 | 866       |
| 1981 | 1 114     |
| 1991 | 1 205     |
| 2011 | 723       |

Nach Volkszählung 2011 hatte das Dorf damals 723 Einwohner. Davon bezeichneten sich 285 als Albaner, 403 als Serben, 25 als Roma und einer als Bosniake. Sieben weitere machten keine Angaben zu ihrer Ethnie.

### Religion
In Çagllavica in der Gemeinde Pristina bekannten sich im Jahr 2011 von den 4423 Einwohnern 4035 zum Islam, 42 Personen zur orthodoxen Kirche, 48 Personen sind Katholiken, 15 gehören einer anderen Ethnie an. 11 Personen sind ungläubig und 55 Personen sind nicht angemeldet. 27 gaben keine Antwort bezüglich ihres Glaubens.
In Çagllavica in der Gemeinde Gračanica bekannten sich im Jahr 2011 von den 723 Einwohnern 276 zum Islam, 407 Personen zur orthodoxen Kirche, 18 Personen sind Katholiken, sechs Personen sind ungläubig. 14 gaben keine Antwort bezüglich ihres Glaubens.

## Verkehr

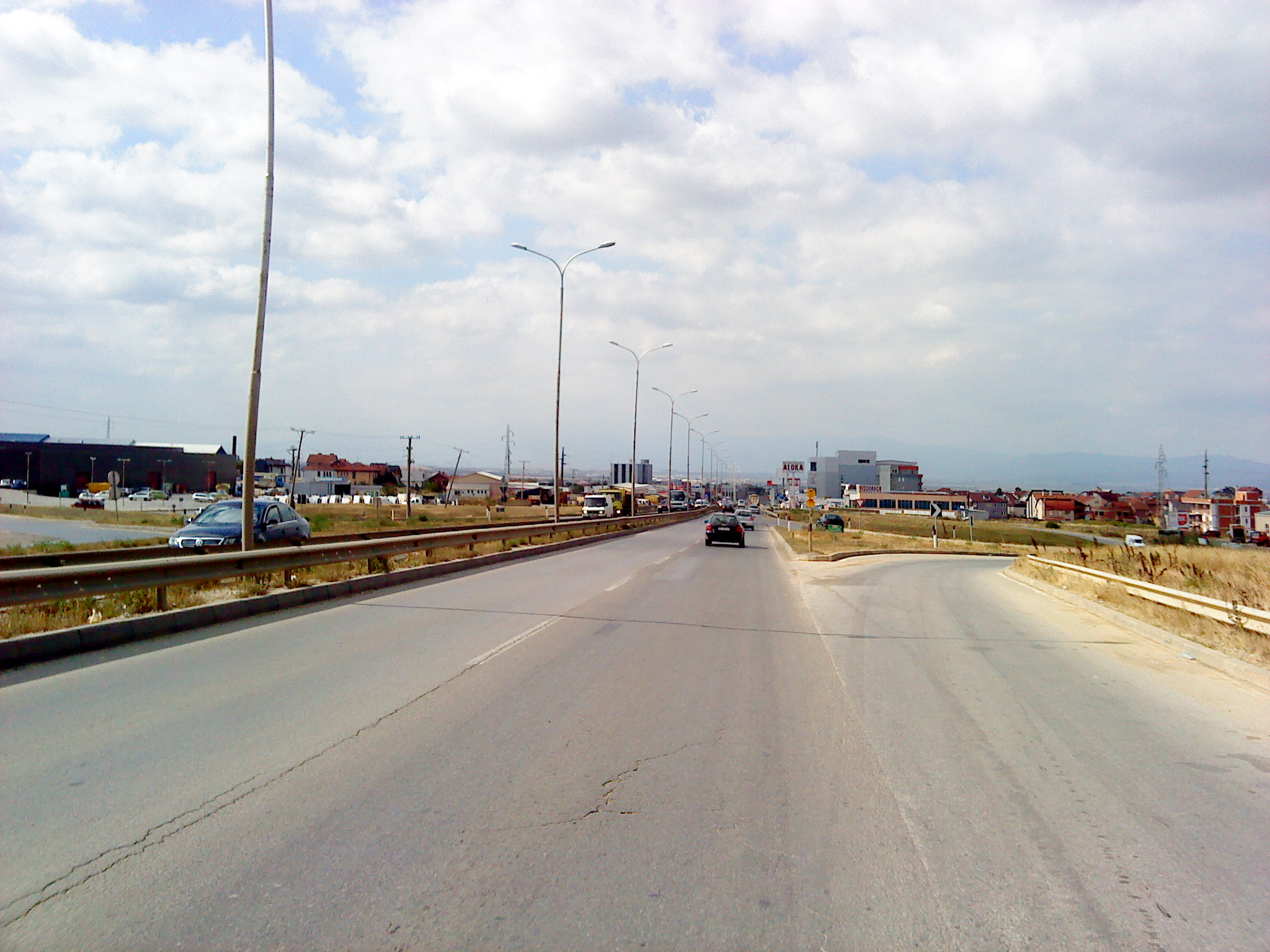
Die M-2 wenig südlich von Pristina

Oberhalb von Çagllavica befindet sich die M-2 in Richtung Peja und Han i Elezit. Sieben Kilometer östlich entfernt liegt das Autobahnkreuz der Autostrada R 6 und R 7.